# Velika Plaža

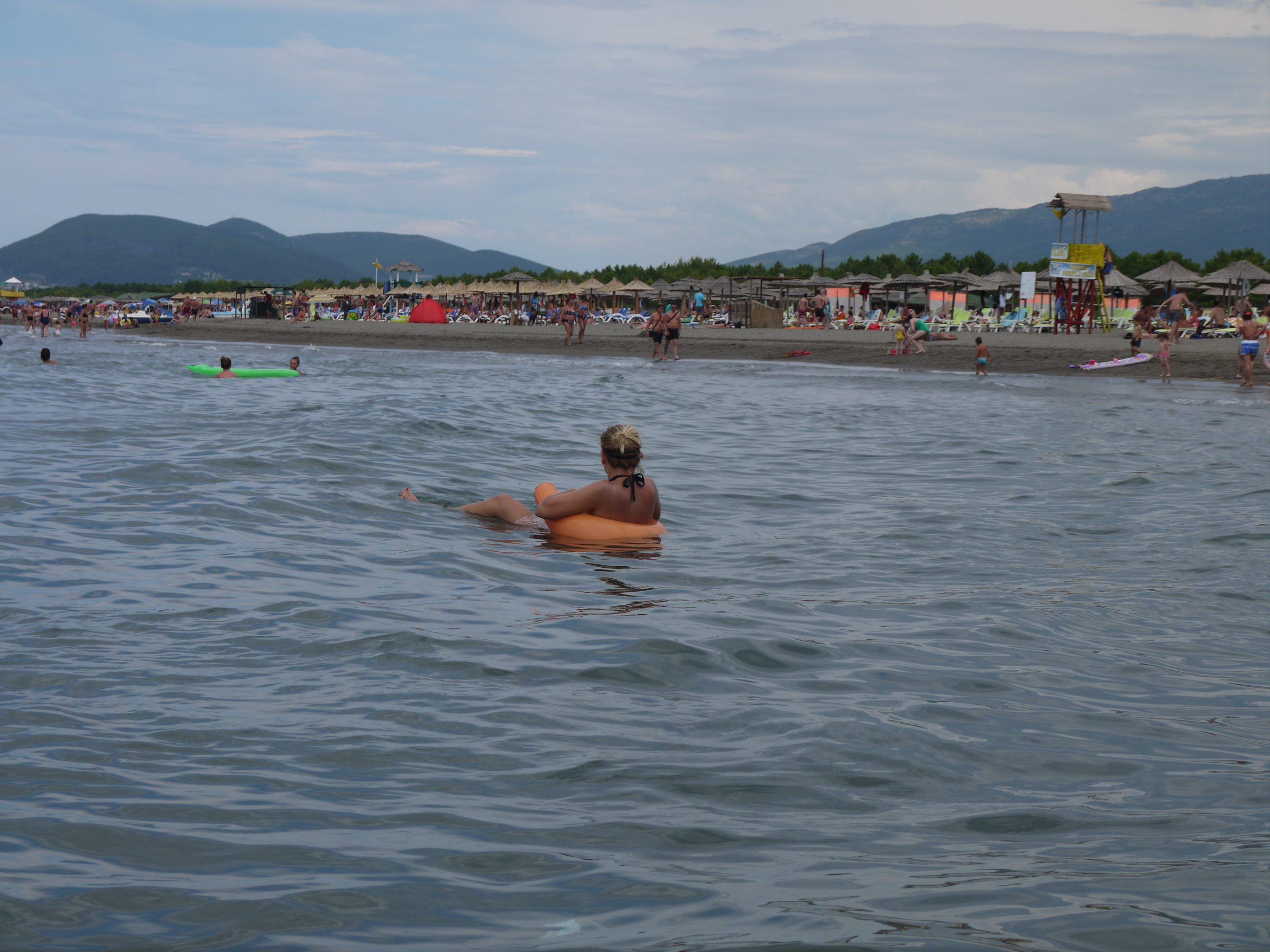
Velika Plaža

Velika Plaža (en serbio: Велика Плажа; en albanés: Plazhi i Madh; literalmente, «Playa Grande») es una playa en el municipio de Ulcinj, Montenegro. Se extiende desde Port Milena en Ulcinj hasta el río Bojana, que lo separa de Ada Bojana.
La longitud de la playa es de 12.000 metros, de manera que es la más larga de Montenegro. El New York Times incluyó esta playa y la costa meridional de Montenegro, incluyendo Ada Bojana y Hotel Mediteran en un ranking de destinos turísticos destacados para el año 2010.
Velika Plaža es un recurso natural de Montenegro que el gobierno confía en desarrollar como parte de la estrategia turística del país, aunque en una manera que sea compatible con el respeto al medio ambiente. El vasto interior de la playa está en su mayor parte sin desarrollar, así es potencialmente el lugar de la mayor inversión greenfield en la costa montenegrina.
Hasta ahora, se ha anunciado un concurso público para crear un plan maestro de desarrollo una comunidad en primera línea de playa sostenible, a través de una sociedad mixta (pública y privada).